# Jolicoeur (métro de Montréal)
Pour les articles homonymes, voir Jolicoeur.
Jolicoeur est une station de la ligne verte du Métro de Montréal. de Montréal. Elle est située rue Drake dans le secteur de Côte-Saint-Paul, sur l'arrondissement du Sud-Ouest à Montréal, province de Québec au Canada. 
Mise en service en 1978, elle fait partie des stations de l'Art du métro de Montréal avec des œuvres de Claude Boucher (1978) et Chloé Desjardins (2022).

## Situation sur le réseau

Plan du métro (2021).

Établie à fleur de sol, Jolicoeur est une station de passage de la ligne verte du métro de Montréal. Elle est située entre la station Monk, en direction du terminus sud Angrignon, et la station Verdun, en direction du terminus nord Honoré-Beaugrand.
Elle dispose des deux voies de la ligne, encadrées par deux quais latéraux. 

## Histoire
La station Jolicoeur est mise en service le 3 septembre 1978, lors de l'ouverture à l'exploitation du prolongement de Atwater au nouveau terminus de Angrignon. La station est nommée en référence à la rue éponyme qu'elle dessert. Le toponyme Jolicoeur a pour origine l'abbé Jean-Moïse Jolicoeur fondateur, en 1906, de la paroisse Notre-Dame-du-Perpétuel-Secours. Due à l'architecte Claude Boucher, du Bureau de transport métropolitain, la station « construite en tranchée est coiffée d'un édicule entièrement vitré » qui permet un important éclairage naturel du hall d'accès et des quais.
Le 7 octobre 2019, la Société de transport de Montréal a entamé le chantier de mise en accessibilité pour les personnes à la mobilité réduite. Les travaux d'accessibilité ont compris l'agrandissement de l'édicule afin de pouvoir intégrer les deux nouveaux ascenseurs. Un nouveau mur-rideau a également été construit, de manière à respecter l'architecture de la station. Ainsi, deux nouveaux puits de ventilation naturelle ont été ajoutés et les deux puits existants agrandis. Les travaux ont été achevés le 22 décembre 2022.

## Services aux voyageurs

### Accès et accueil
- 6200, rue Drake.

L'édicule comporte deux sorties. Une vers la Rue Drake et une autre vers la rue De la Vérendrye. Il contient deux ascenseurs qui permettent aux personnes à mobilités réduites de rejoindre les quais.

Installations
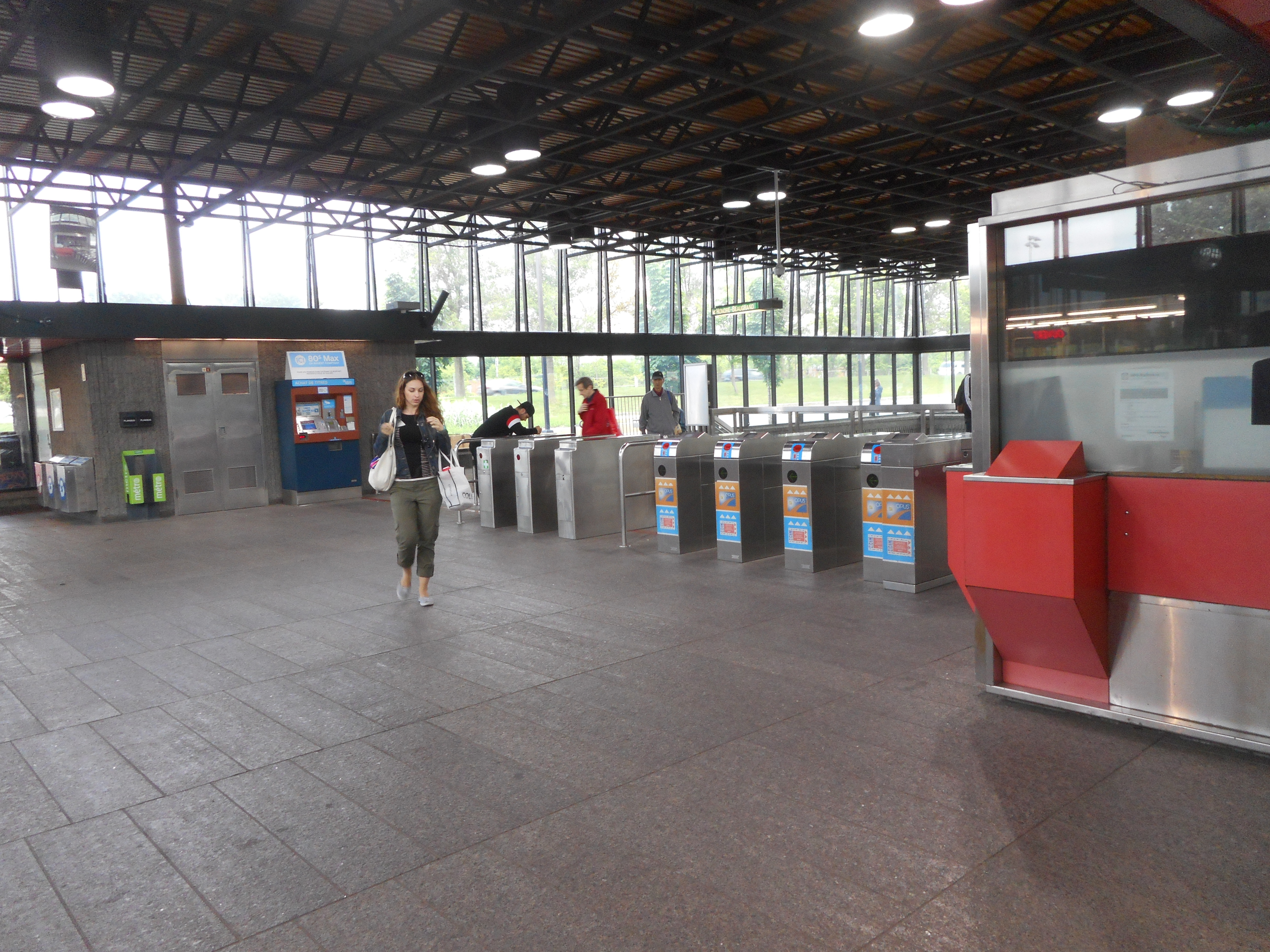
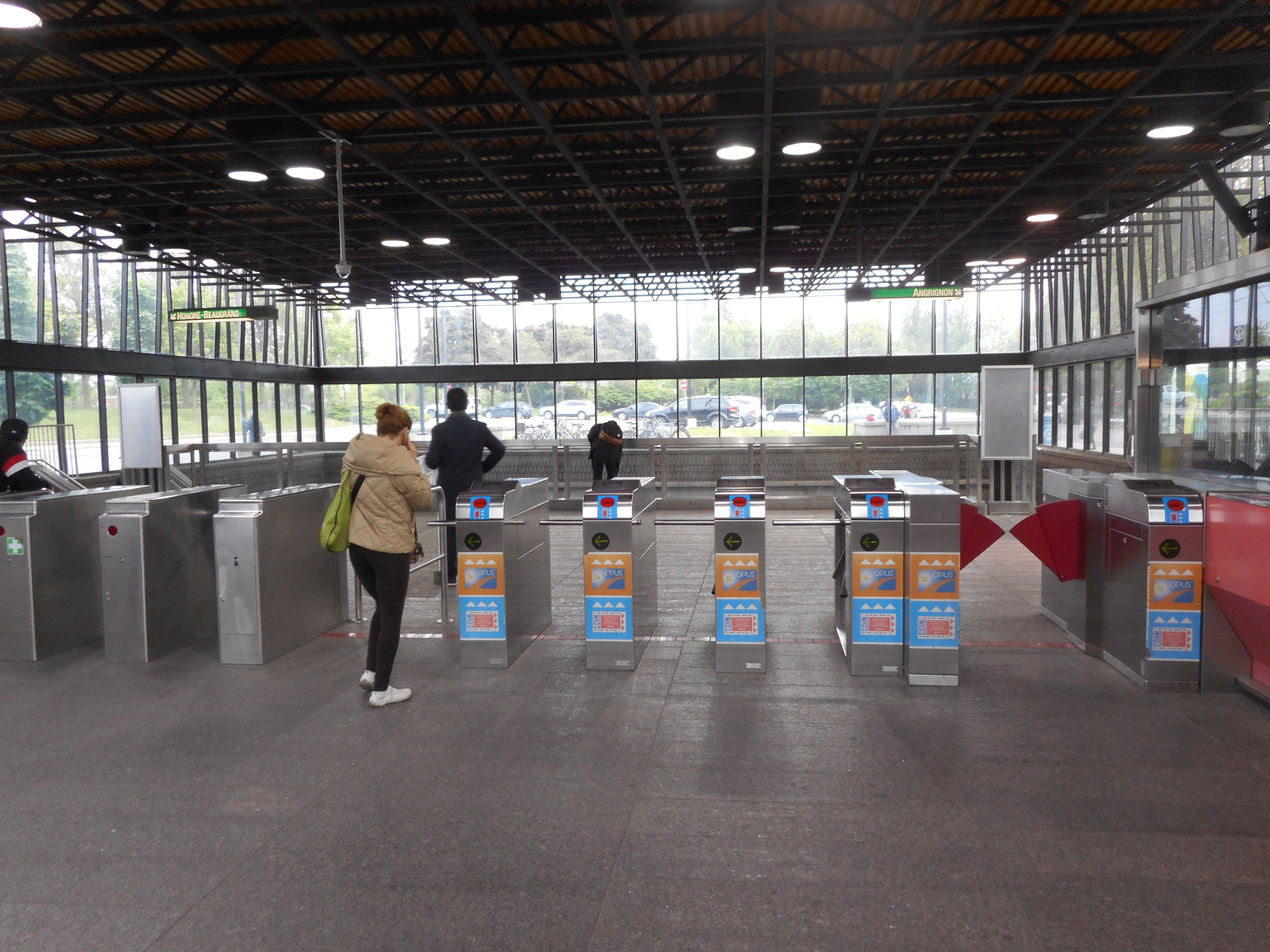
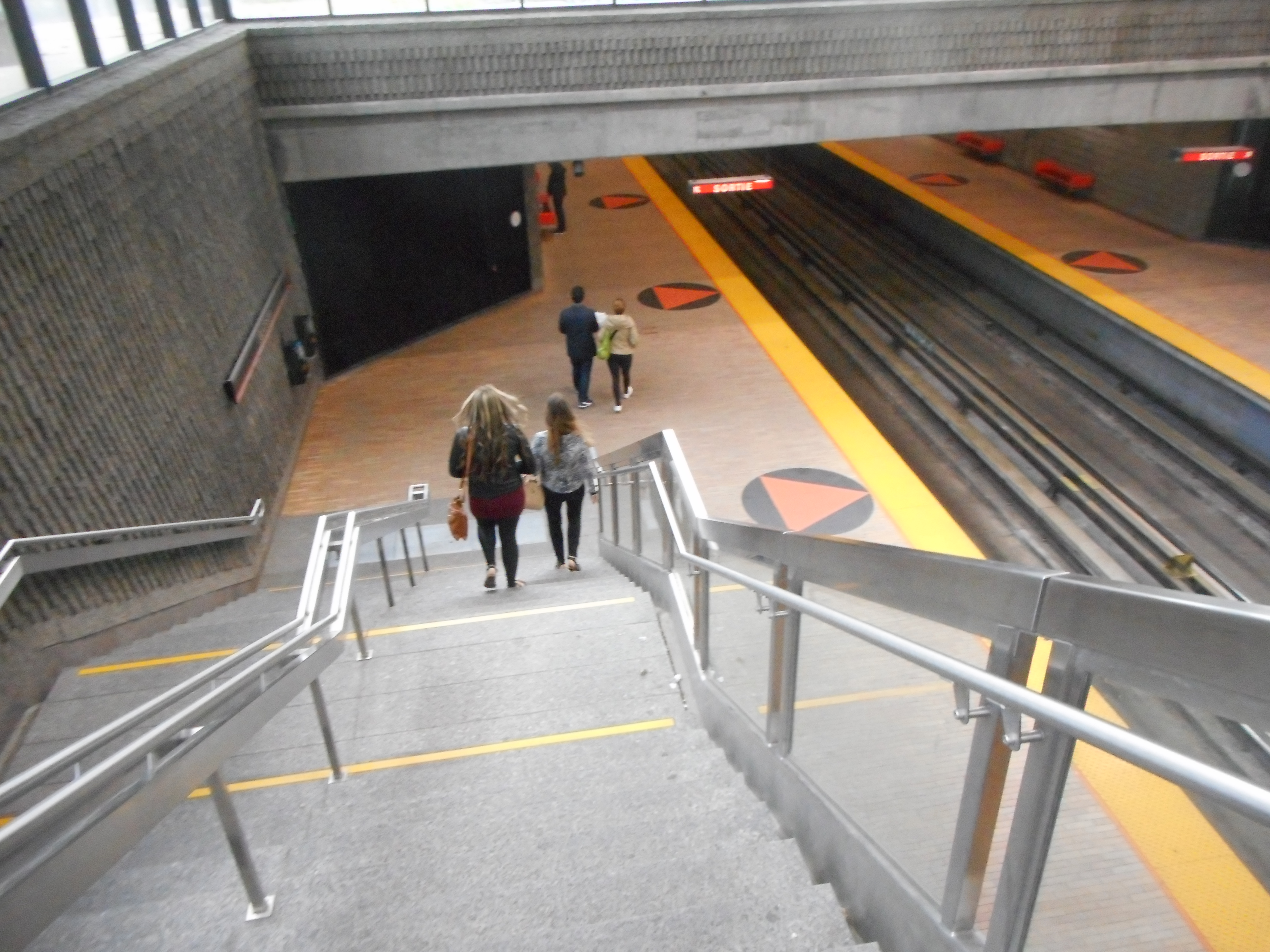

### Desserte
Jolicoeur est desservie par les rames qui circulent sur la ligne verte du métro de Montréal. Le premier passage a lieu : tous les jours, à 06h02, en direction de Angrignon, et à 05h32, en direction de Honoré-Beaugrand, le dernier passage a lieu : direction Angrignon, en semaine et le dimanche à 00h37, le samedi à 01h07 ; direction Honoré-Beaugrand, en semaine et le dimanche à 01h14, le samedi à 01h44. Les fréquences de passage sont de 3 à 12 minutes suivant les périodes.

Installations et desserte
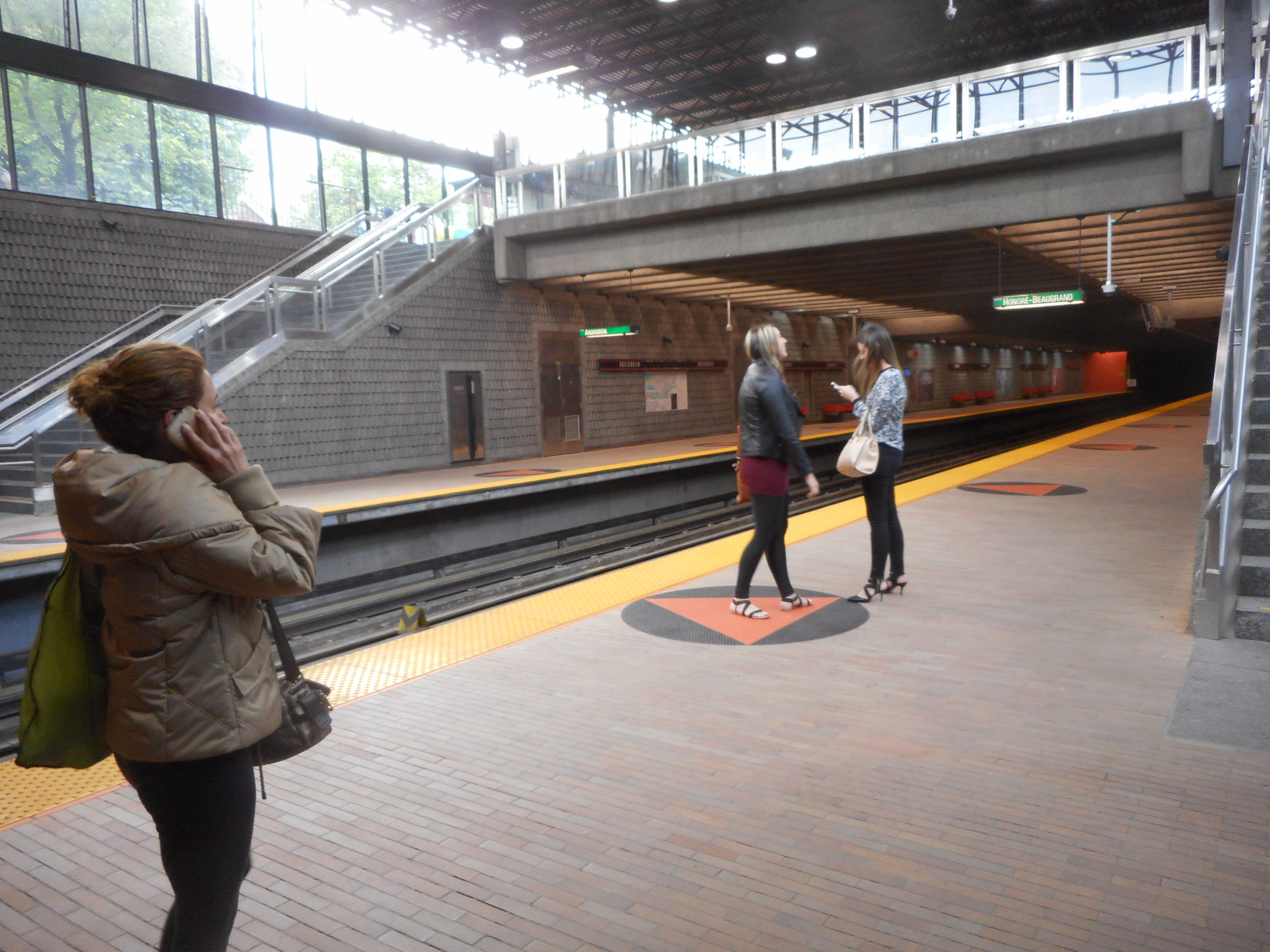
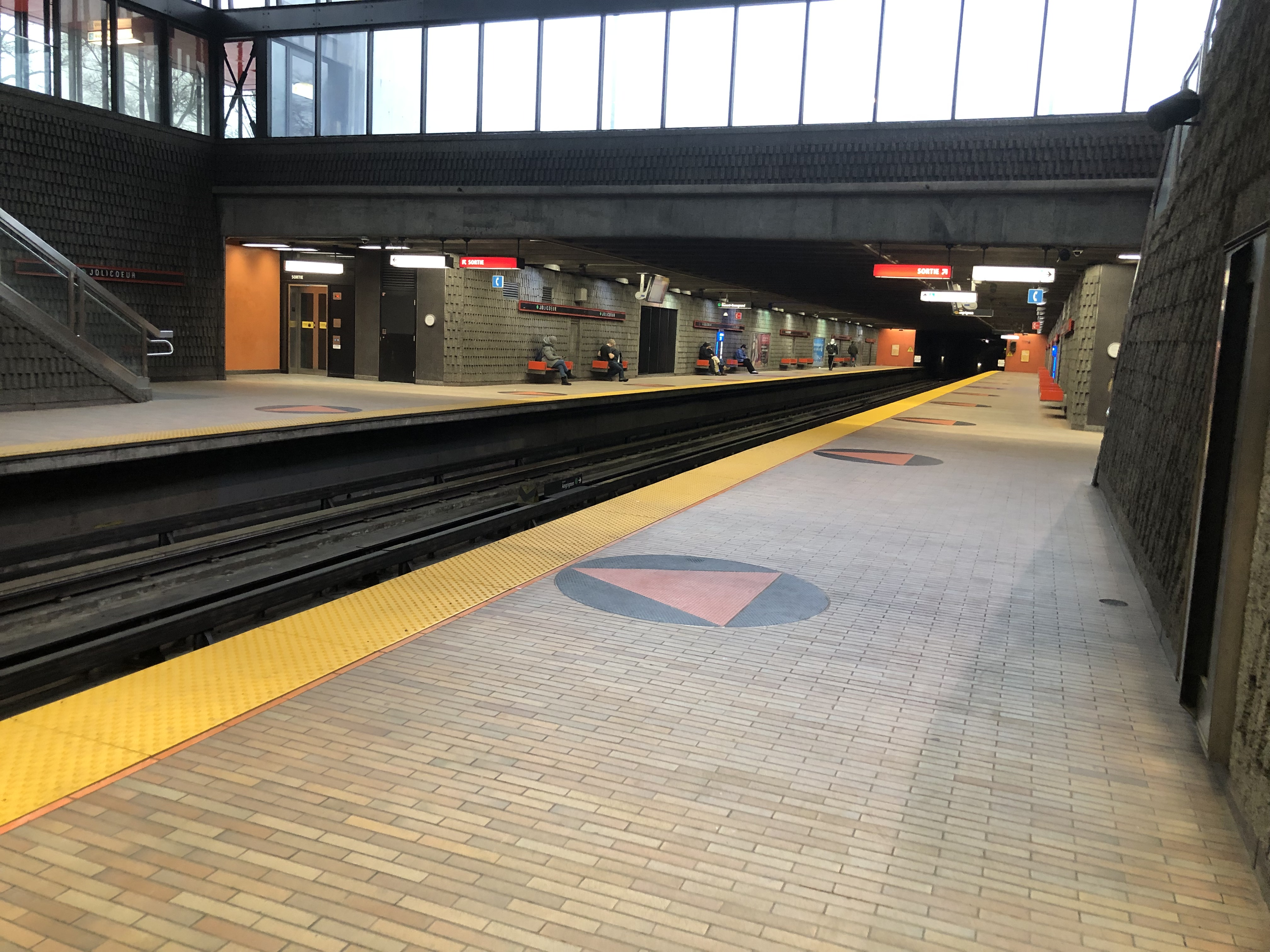
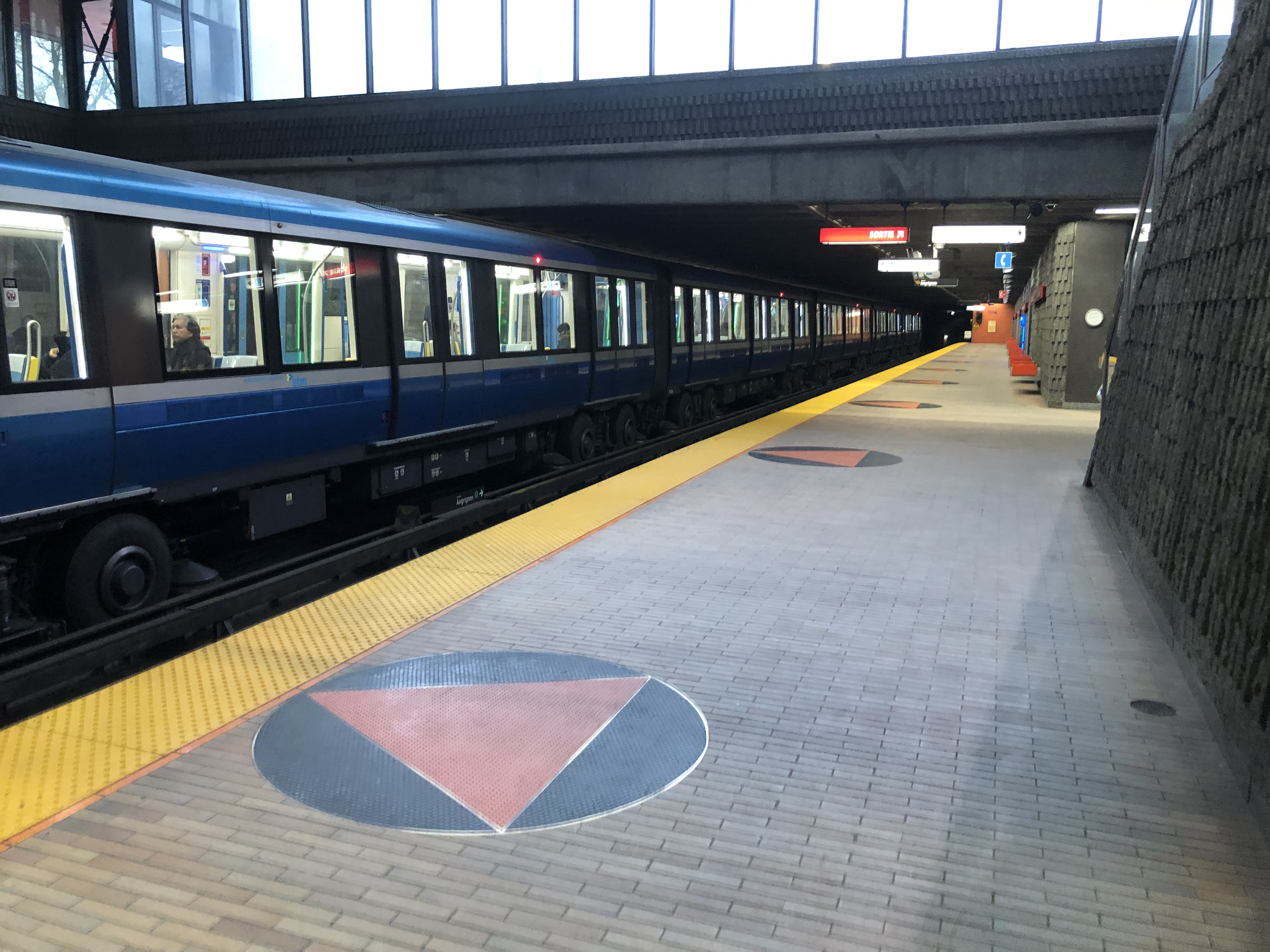

### Intermodalité
Proche de la station, des arrêts d'autobus sont desservis par les lignes de jour : 37 Jolicoeur, 112 Airlie et une ligne de nuit 350 Verdun / LaSalle.
À l'extérieur 28 places sont aménagées pour les vélos.

## L'art dans la station
C'est une station composante de l'Art du métro de Montréal. Lors de son inauguration elle possède une œuvre d'art, créée par son architecte Claude Boucher. Située sur les quais, l'installation est composée de 42 triangles orangés inscrits dans un cercle noir.

Claude Boucher, installation (42 cercles au sol)
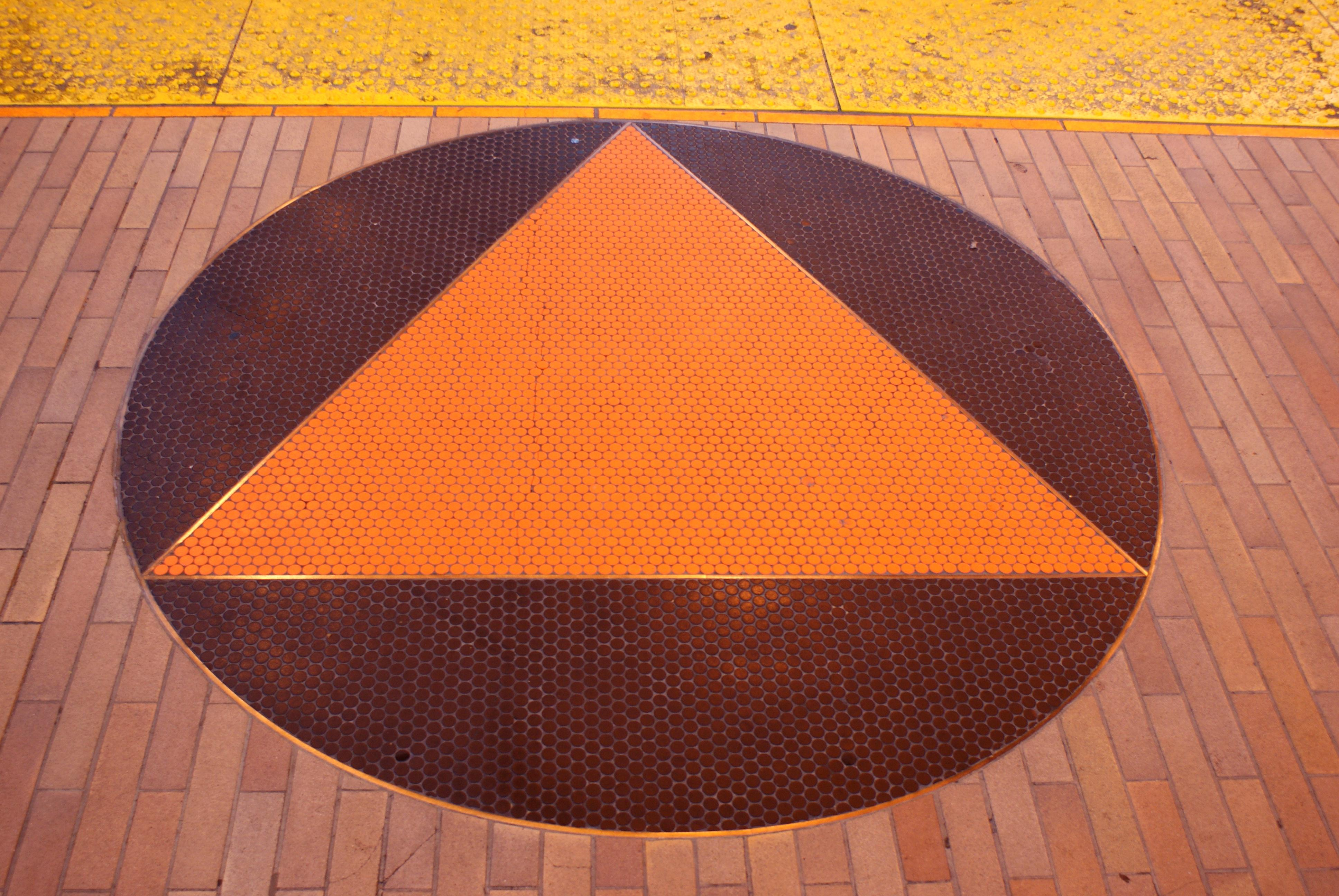
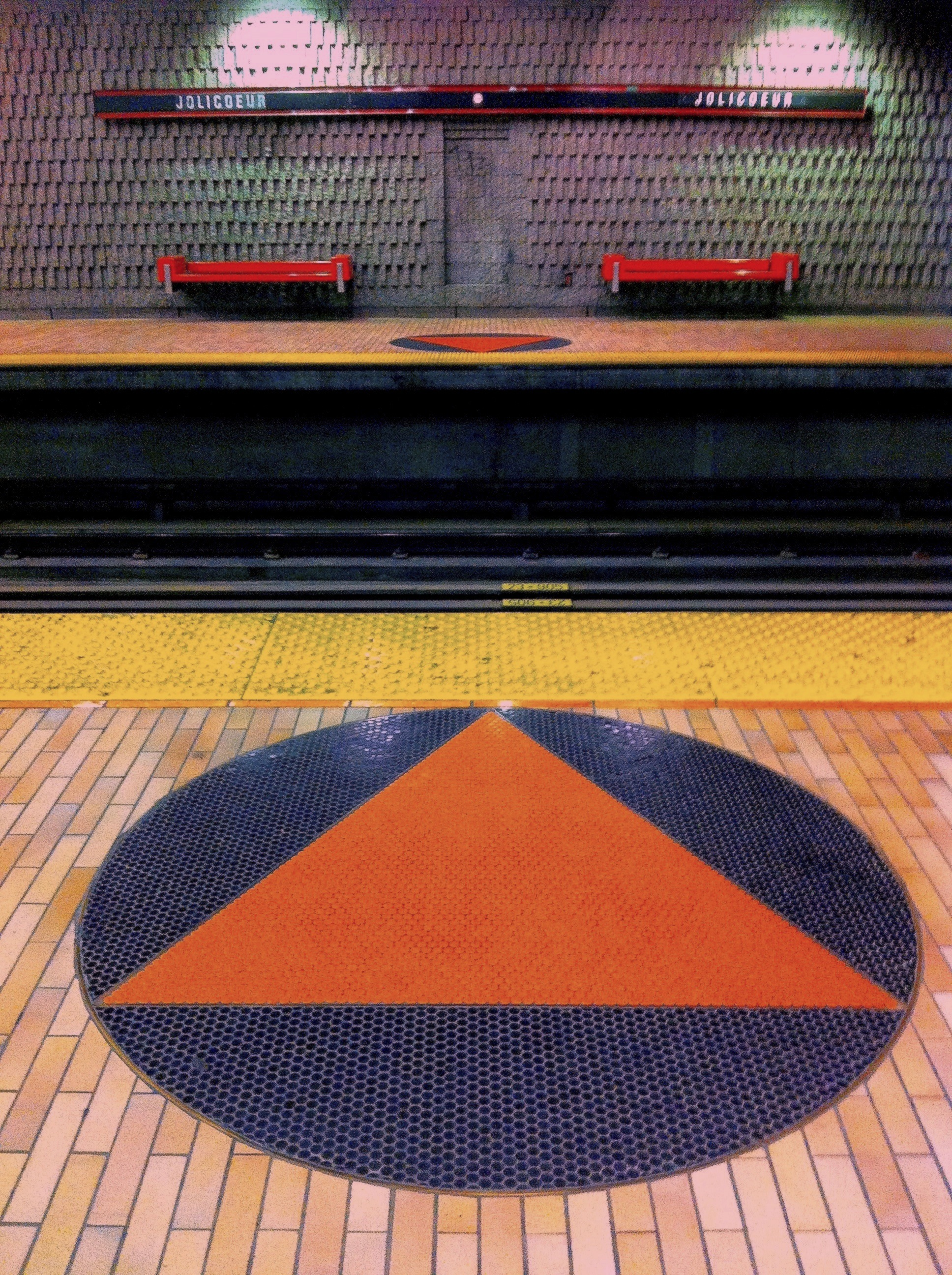
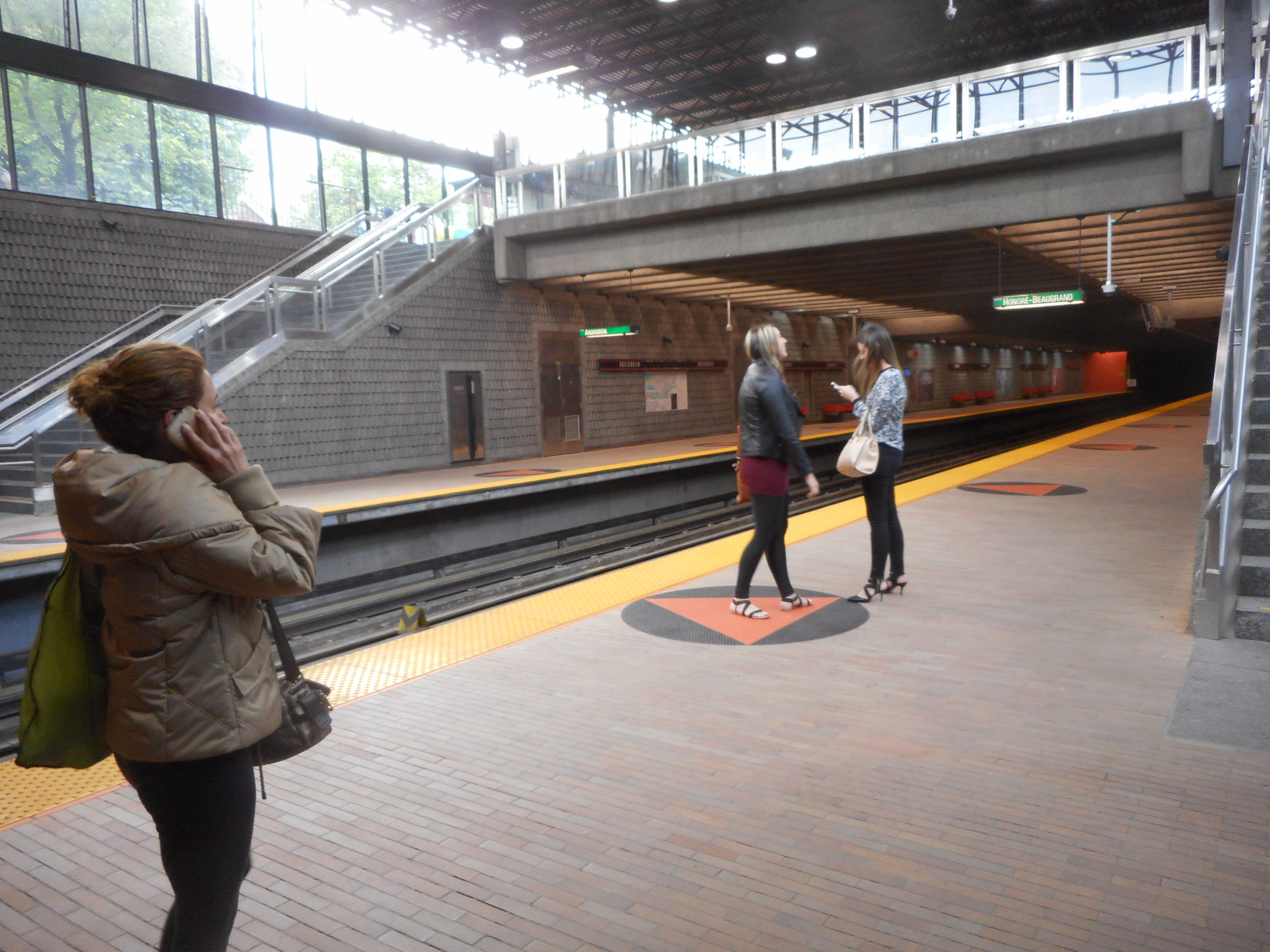

En 2022, une nouvelle œuvre est installée à l'intérieur de l'édicule : « Perspective » de Chloé Desjardins, qui est positionnée au rez-de-chaussée, près du parapet donnant sur les quais.

Chloé Desjardins : Perspective
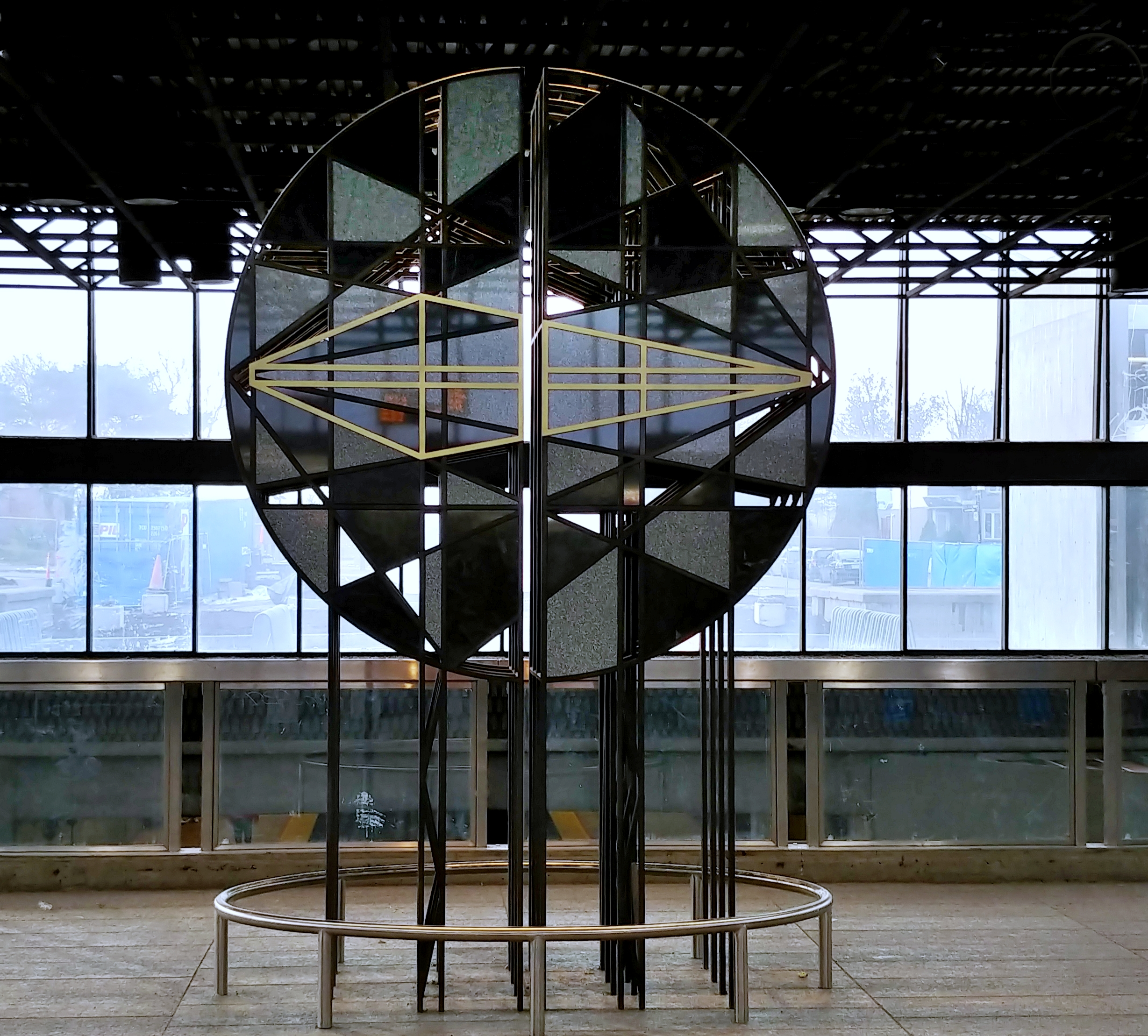
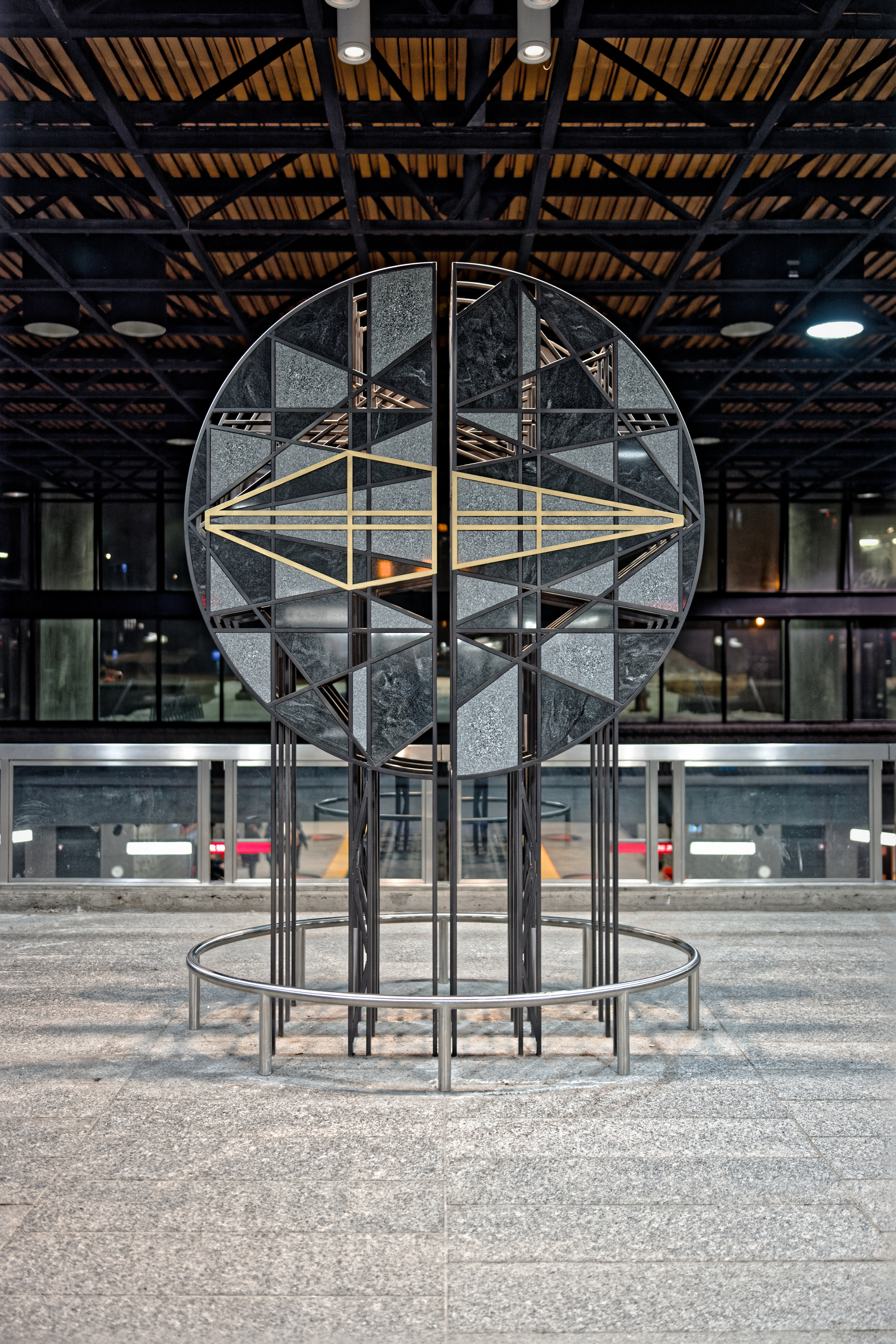

## À proximité
- Parc de La Vérendrye
- Canal de l'Aqueduc
- Options High School
- École Cœur-Immaculé-de-Marie
- École Honoré-Mercier
- CLSC de Ville-Émard
- Église Notre-Dame-Porte-de-L'Aurore (Lituaniens)